# Yüksək Liqa 2023-2024 (maschile)
La Yüksək Liqa 2023-2024, 22ª edizione della massima serie del campionato azero di pallavolo maschile si è svolta dal 21 novembre 2023 al 22 aprile 2024: al torneo hanno partecipato sei squadre di club azere e la vittoria finale è andata per la prima volta all'Azərreyl.

## Regolamento

### Formula
La formula ha previsto:
- Regular season, nella quale le formazioni si sono incontrate sei volte: al termine le quattro squadre meglio classificate hanno acceduto ai play-off scudetto con accoppiamenti determinati dal posizionamento in classifica;
- Play-off scudetto, strutturati con:
  - semifinali disputate con gare di andata e ritorno (in caso di una vittoria per parte si è disputato al termine della seconda gara un golden set);
  - finale terzo posto e finale disputate in gara unica.

La formula prevedeva inizialmente la regular season strutturata su quattro turni. A seguito del ritiro dal campionato delle due squadre dello Xarı Bülbül, la federazione ha previsto, su richiesta delle altre società, due turni aggiuntivi.

### Criteri di classifica
Se il risultato finale è stato di 3-0 o 3-1 sono stati assegnati 3 punti alla squadra vincente e 0 a quella sconfitta, se il risultato finale è stato di 3-2 sono stati assegnati 2 punti alla squadra vincente e 1 a quella sconfitta.
L'ordine del posizionamento in classifica è stato definito in base a:
- Punti;
- Numero di partite vinte;
- Ratio dei set vinti/persi;
- Ratio dei punti realizzati/subiti.

## Squadre partecipanti
| Club          | Stagione | Città | Stagione precedente     |
| ------------- | -------- | ----- | ----------------------- |
| Azərreyl      | dettagli | Baku  | ?                       |
| MOIK          | dettagli | Baku  | 4ª in Yüksək Liqa       |
| Murov         | dettagli | Baku  | Campione di Azerbaigian |
| Neftçi        | dettagli | Baku  | 3ª in Yüksək Liqa       |
| Xarı Bülbül   | dettagli | Şuşa  | 2ª in Yüksək Liqa       |
| Xarı Bülbül 2 | dettagli | Şuşa  | ?                       |

## Torneo

### Regular season

#### Risultati
| Primo turno |                             |     |                                   |
|             |                             |     |                                   |
| 21-11       | Neftçi - Murov              | 1-3 | 20-25, 25-21, 29-31, 17-25        |
| 21-11       | Azərreyl - MOİK             | 3-0 | 25-15, 25-15, 25-16               |
| 22-11       | MOİK - Neftçi               | 0-3 | 11-25, 13-25, 15-25               |
| 23-11       | Azərreyl - Murov            | 3-0 | 25-22, 25-23, 31-29               |
| 27-11       | Xarı Bülbül 2 - MOİK        | 3-0 | 25-18, 25-22, 29-27               |
| 29-11       | Neftçi - Azərreyl           | 2-3 | 31-33, 29-27, 16-25, 25-17, 12-15 |
| 01-12       | Murov - Xarı Bülbül 2       | 3-2 | 25-19, 18-25, 23-25, 25-21, 16-14 |
| 02-12       | Neftçi - Xarı Bülbül        | 1-3 | 21-25, 27-25, 15-25, 18-25        |
| 04-12       | MOİK - Xarı Bülbül          | 1-3 | 27-25, 22-25, 22-25, 17-25        |
| 07-12       | Xarı Bülbül - Azərreyl      | 3-1 | 25-17, 22-25, 25-19, 25-16        |
| 07-12       | MOİK - Murov                | 0-3 | 17-25, 13-25, 17-25               |
| 10-12       | Murov - Xarı Bülbül         | 3-2 | 22-25, 25-22, 19-25, 25-16, 16-14 |
| 10-12       | Azərreyl - Xarı Bülbül 2    | 3-0 | 26-24, 25-20, 25-20               |
| 13-12       | Xarı Bülbül - Xarı Bülbül 2 | 3-1 | 25-18, 19-25, 25-22, 25-22        |
| 18-12       | Xarı Bülbül 2 - Neftçi      | 1-3 | 25-12, 17-25, 21-25, 24-26        |

| Secondo turno |                          |     |                                  |
|               |                          |     |                                  |
| 15-12         | Xarı Bülbül - MOİK       | 3-0 | 25-18, 25-22, 25-15              |
| 15-12         | Xarı Bülbül 2 - Azərreyl | 1-3 | 23-25, 20-25, 25-21, 22-25       |
| 15-12         | Murov - Neftçi           | 3-1 | 25-19, 25-20, 17-25, 25-22       |
| 21-12         | Azərreyl - Neftçi        | 1-3 | 23-25, 25-16, 18-25, 12-25       |
| 11-01         | Neftçi - MOİK            | 3-0 | 25-20, 25-23, 27-25              |
| 11-01         | Murov - Azərreyl         | 3-2 | 25-20, 25-17, 20-25, 23-25, 15-8 |
| 18-01         | MOİK - Azərreyl          | 0-3 | 10-25, 11-25, 22-25              |
| 24-01         | Murov - MOİK             | 3-1 | 25-18, 23-25, 25-8, 25-14        |

| Terzo turno |                   |     |                            |
|             |                   |     |                            |
| 01-02       | Neftçi - Murov    | 3-1 | 25-19, 25-23, 19-25, 25-22 |
| 08-02       | Neftçi - Azərreyl | 0-3 | 24-26, 24-26, 15-25        |
| 15-02       | Azərreyl - Murov  | 3-1 | 22-25, 25-19, 26-24, 25-21 |
| 15-02       | MOİK - Neftçi     | 1-3 | 22-25, 25-23, 14-25, 17-25 |
| 21-02       | Murov - Neftçi    | 3-1 | 25-21, 27-25, 33-35, 31-29 |
| 29-02       | MOİK - Murov      | 0-3 | 14-25, 15-25, 19-25        |

| Quarto turno |                   |     |                                  |
|              |                   |     |                                  |
| 22-02        | Azərreyl - MOİK   | 3-0 | 25-15, 25-23, 25-7               |
| 28-02        | Azərreyl - Neftçi | 3-0 | 25-19, 25-19, 25-22              |
| 06-03        | Neftçi - MOİK     | 3-0 | 25-22, 25-17, 27-25              |
| 07-03        | Murov - Azərreyl  | 2-3 | 25-22, 27-25, 21-25, 23-25, 9-15 |
| 13-03        | MOİK - Azərreyl   | 0-3 | 13-25, 20-25, 10-25              |
| 19-03        | Neftçi - Azərreyl | 0-3 | 19-25, 21-25, 25-27              |

| Quinto turno |                  |     |                     |
|              |                  |     |                     |
| 14-03        | Neftçi - Murov   | 0-3 | 20-25, 17-25, 23-25 |
| 16-03        | Azərreyl - MOİK  | 3-0 | 34-32, 25-19, 25-23 |
| 19-03        | Murov - MOİK     | 3-0 | 25-19, 25-18, 25-18 |
| 27-03        | Azərreyl - Murov | 0-3 | 22-25, 22-25, 22-25 |
| 27-03        | MOİK - Neftçi    | 0-3 | 15-25, 23-25, 17-25 |
| 29-03        | Murov - MOİK     | 3-0 | 25-18, 25-15, 25-17 |

| Sesto turno |                   |     |                            |
|             |                   |     |                            |
| 01-04       | Murov - Neftçi    | 3-1 | 25-22, 17-25, 25-18, 25-20 |
| 01-04       | Azərreyl - MOİK   | 3-0 | 25-14, 25-23, 25-13        |
| 04-04       | Azərreyl - Neftçi | 3-1 | 25-20, 16-25, 25-19, 25-20 |
| 04-04       | MOİK - Murov      | 0-3 | 17-25, 17-25, 21-25        |
| 08-04       | Murov - Azərreyl  | 1-3 | 25-22, 22-25, 18-25, 16-25 |
| 08-04       | Neftçi - MOİK     | 3-0 | 25-16, 25-14, 25-15        |

#### Classifica
Al termine della stagione regolare, tutte le partite disputate dalle squadre dello Xarı Bülbül e quelle che avrebbero dovuto disputarsi sono state considerate perse per 3-0 (25-0, 25-0, 25-0) dalle squadre rinunciatarie.
| Pos. | Squadra       | Pt | G  | V  | P  | SV | SP | Ratio | PF    | PS    | Ratio |
| ---- | ------------- | -- | -- | -- | -- | -- | -- | ----- | ----- | ----- | ----- |
| 1.   | Azərreyl      | 80 | 30 | 27 | 3  | 84 | 16 | 5,250 | 2 423 | 1 309 | 1,851 |
| 2.   | Murov         | 75 | 30 | 25 | 5  | 80 | 22 | 3,636 | 2 471 | 1 395 | 1,771 |
| 3.   | Neftçi        | 61 | 30 | 20 | 10 | 67 | 33 | 2,030 | 2 379 | 1 430 | 1,664 |
| 4.   | MOIK          | 36 | 30 | 12 | 18 | 38 | 54 | 0,704 | 1 870 | 1 409 | 1,327 |
| 5.   | Xarı Bülbül   | 0  | 30 | 0  | 30 | 0  | 45 | 0,000 | 0     | 2 250 | 0,000 |
| 5.   | Xarı Bülbül 2 | 0  | 30 | 0  | 30 | 0  | 45 | 0,000 | 0     | 2 250 | 0,000 |

      Qualificata ai play-off scudetto

### Play-off scudetto

#### Tabellone
|  | Semifinali | Semifinali | Semifinali | Semifinali |   |   | Finale             | Finale             | Finale             |  |
|  |            |            |            |            |   |   |                    |                    |                    |  |
|  | 1          | Azərreyl   | 3          | 3          |   |   |                    |                    |                    |  |
|  | 1          | Azərreyl   | 3          | 3          |   |   |                    |                    |                    |  |
|  | 4          | MOIK       | 0          | 0          |   |   |                    |                    |                    |  |
|  | 4          | MOIK       | 0          | 0          |   | 1 | Azərreyl           | 3                  |                    |  |
|  |            |            |            |            |   | 1 | Azərreyl           | 3                  |                    |  |
|  |            |            | 2          | Murov      | 2 |   |                    |                    |                    |  |
|  | 2          | Murov      | 2          | Murov      | 2 | 3 | 3                  |                    |                    |  |
|  | 2          | Murov      |            |            |   | 3 | 3                  |                    |                    |  |
|  | 3          | Neftçi     | 0          | 0          |   |   | Finale terzo posto | Finale terzo posto | Finale terzo posto |  |
|  | 3          | Neftçi     | 0          | 0          |   |   |                    |                    |                    |  |
|  |            |            |            |            |   |   |                    |                    |                    |  |
|  |            |            |            |            |   |   | 4                  | MOIK               | 0                  |  |
|  |            |            |            |            |   |   | 4                  | MOIK               | 0                  |  |
|  |            |            |            |            |   |   | 3                  | Neftçi             | 3                  |  |

#### Risultati

##### Semifinali
| Gara 1 |                 |     |                     |
|        |                 |     |                     |
| 15-04  | Azərreyl - MOİK | 3-0 | 25-15, 25-17, 25-12 |
| 16-04  | Murov - Neftçi  | 3-0 | 27-25, 25-19, 25-18 |

| Gara 2 |                 |     |                     |
|        |                 |     |                     |
| 17-04  | MOİK - Azərreyl | 0-3 | 12-25, 18-25, 14-25 |
| 18-04  | Neftçi - Murov  | 0-3 | 21-25, 25-20, 19-25 |

##### Finale 3º posto
| Gara unica |               |     |                     |
|            |               |     |                     |
| 20-04      | MOİK - Neftçi | 0-3 | 11-25, 15-25, 13-25 |

##### Finale
| Gara unica |                  |     |                                   |
|            |                  |     |                                   |
| 22-04      | Azərreyl - Murov | 3-2 | 29-27, 25-27, 19-25, 32-30, 15-13 |

## Classifica finale
| Pos                    | Squadra  | Qualificazione |
| ---------------------- | -------- | -------------- |
| Azerbaigian (bandiera) | Azərreyl |                |
| 2                      | Murov    |                |
| 3                      | Neftçi   |                |
| 4                      | MOIK     |                |

## Premi individuali
| Premio                      | Nome                 | Squadra  |
| --------------------------- | -------------------- | -------- |
| MVP                         | Sergej Platanenkov   | Azərreyl |
| Miglior giovane promettente | Nihad Qasımov        | Murov    |
| Miglior palleggiatore       | Mehdi Ablou          | Murov    |
| Miglior opposto             | Onolbek Kanybek Uulu | Murov    |
| Miglior schiacciatore       | Andrey Melnikov      | Azərreyl |
| Miglior schiacciatore       | Vladislav Kunchenko  | Murov    |
| Miglior centrale            | Mehdi Jafarvand      | Azərreyl |
| Miglior centrale            | Mohsen Vazehi        | Neftçi   |
| Miglior libero              | Emil Abdullayev      | Neftçi   |